# Рума (упазіла)
Ру́ма (бенг. রুমা, англ. Ruma) — одна з 7 упазіл зіли Бандарбан регіону Читтагонг Бангладеш, розташована на південному сході зіли.
Населення — 26 589 осіб (2008; 19 001 в 1991).

## Адміністративний поділ
До складу упазіли входять 4 варди:
| Зіла          | Площа, км² | Населення, осіб (2008) |
| ------------- | ---------- | ---------------------- |
| Гхалангья     | -          | 4766                   |
| Паїнду        | -          | 5648                   |
| Ремакріпранса | -          | 4635                   |
| Рума          | -          | 11540                  |